# マティルデ・フォン・シュヴァーベン (1048-1060)
マティルデ・フォン・シュヴァーベン（ドイツ語：Mathilde von Schwaben, 1048年10月 - 1060年5月12日）は、神聖ローマ皇帝ハインリヒ3世とその2番目の妃アグネス・フォン・ポワトゥーの間の娘。シュヴァーベン公ルドルフ・フォン・ラインフェルデンと結婚し、1059年から1060年までシュヴァーベン公妃であった。

## 生涯
マティルデは神聖ローマ皇帝ハインリヒ3世と妃アグネス（アキテーヌ公ギヨーム5世の娘）の三女として生まれた。姉アーデルハイトはクウェドリンブルクおよびガンダースハイム修道院長となり、ギーゼラは早世した。また、弟ハインリヒ4世は父の跡を継いで神聖ローマ皇帝となり、コンラート2世は早世した。妹ユーディトはハンガリー王シャラモン妃となった。また、父の最初の妃グンヒルダ・フォン・デーネマルクとの間に生まれた異母姉ベアトリクスもクウェドリンブルクおよびガンダースハイム修道院長となった。
マティルデはおそらく1048年10月にペールデで生まれたとみられるが、一部の文献によるとそれよりも早く1045年以降に生まれたとしている。1057年にシュヴァーベン公ルドルフ・フォン・ラインフェルデンと婚約し、結婚式は1059年に行われた。マティルデはルドルフの息子ベルトルト1世の母の可能性もあるが、ルドルフの2番目の妃アデライデ・ディ・サヴォイアの子であるともされる。
マティルデは1060年5月12日におそらくゴスラーで死去し、ゴスラー大聖堂に埋葬された。